# Skengraviditet
Skengraviditet (pseudocyesis, av grekiskans ψευδής, "falsk", och κύησις, "graviditet") hos människor eller skendräktighet hos djur, avser utseendet av och kliniska eller subkliniska graviditetssymptom när personen eller djuret inte är gravid.
Kliniskt är skendräktighet vanligast i veterinärmedicin, särskilt hos hundar och möss. Skengraviditet hos människor är mindre vanligt. 
Det är allmänt beräknat att skengraviditet orsakas av förändringar i det endokrina systemet i kroppen, vilket leder till utsöndringen av hormoner som översätts till fysiska förändringar liknande dem under graviditeten.

### Webbkällor
- ”Skengraviditet”. Svensk MeSH. Karolinska Institutet. https://mesh.kib.ki.se/term/D011555/pseudopregnancy. Läst 17 januari 2021.